# 2074.
◄ | 20. stoljeće | 21. stoljeće | 22. stoljeće | ►
◄ | 2040-ih | 2050-ih | 2060-ih | 2070-ih | 2080-ih | 2090-ih | 2100-ih | ►
◄◄ | ◄ | 2071. | 2072. | 2073. | 2074. | 2075. | 2076. | 2077. | ► | ►►
Astronomija

## Događaji
- 27. siječnja – Potpuna pomrčina Sunca koju će se moći vidjeti u istočnoj Africi (Sudanu Etiopiji, Somaliji), na Šri Lanci, u jugoistočnoj Aziji (Mjanmar, Tajland, Laos, Vijetnam), južnoj Kini i južnom Japanu.
- 22. veljače – Asteroid 2 Pallas približit će se rekordno blizu Zemlji, na samo 1233 astronomske jedinice.
- 24. srpnja – Prstenasta pomrčina Sunca koju će se moći vidjeti u jugoistočnoj Aziji (Mjanmaru, Tajlandu, Kambodži, Vijetnamu), na Filipinima te oceanijskim otocima.
- 22. kolovoza – Merkurov prijelaz preko Sunčeva diska vidljiv s Marsa.
- Očekuje se da će se izgraditi do kraja Zeleni kineski zid koji bi trebao štititi Kinu da se pustinja Gobi ne širi.